# Hits of the World
Hits of the World es el nombre de una colección de listas de éxitos semanales publicadas por la revista Billboard. Clasifica las 25 mejores canciones en más de 40 países de todo el mundo basado en streaming y ventas digitales. Estas listas en más de 40 países se unieron a las listas existentes para los licenciatarios de la marca Billboard en Argentina, Italia, Japón, Corea del Sur y Vietnam, junto con las listas de socios externos de Billboard como Official Charts Company en el Reino Unido.
Anunciado por primera vez el 14 de febrero, se lanzó de inmediato al día siguiente, el 15 de febrero. El período de seguimiento se extiende de viernes a jueves de cada semana. Los gráficos se publican todos los martes por la mañana (ET) en Billboard.com y están disponibles para que los vean todos los visitantes del sitio.

## Listas

### Listas preexistentes
- Billboard Canadian Albums
- Billboard Canadian Hot 100
- Billboard Argentina Hot 100
- Billboard Japan Hot 100
- Billboard K-Pop Hot 100
- Billboard Vietnam Hot 100
- Billboard Vietnam Top Vietnamese Songs
- The Official U.K. Albums Chart
- The Official U.K. Singles Chart
- Australia Albums
- Germany Albums
- Greece Albums

### África
- South Africa Songs

### Asia Pacífico
- Australia Songs
- Hong Kong Songs
- India Songs
- Indonesia Songs
- Malaysia Songs
- New Zealand Songs
- Philippines Songs
- Singapore Songs
- South Korea Songs (añadida el 7 de mayo de 2022[3] como reemplazo de la lista K-pop Hot 100[4])
- Taiwan Songs
- Thailand Songs (eliminada desde la edición del 26 de febrero de 2022)[5]
- Turkey Songs

### Europa
- Austria Songs
- Belgium Songs
- Croatia Songs
- Czech Republic Songs
- Denmark Songs
- Finland Songs
- France Songs
- Germany Songs
- Greece Songs
- Hungary Songs
- Iceland Songs
- Ireland Songs
- Luxembourg Songs
- Netherlands Songs
- Norway Songs
- Poland Songs
- Portugal Songs
- Romania Songs
- Russia Songs
- Slovakia Songs
- Spain Songs
- Sweden Songs
- Switzerland Songs
- U.K. Songs

### América Latina
- Argentina Songs
- Bolivia Songs
- Brazil Songs
- Chile Songs
- Colombia Songs
- Ecuador Songs
- Mexico Songs
- Peru Songs